# 26-os busz (Szombathely)
A szombathelyi 26-os jelzésű autóbusz a Vasútállomás és a Parkerdő, autóbusz-forduló megállóhelyek között közlekedett 2022. augusztus 1-ig. A vonalat a Blaguss Agora üzemeltette. A buszokra csak az első ajtón lehetett felszállni.

## Története
2009. június 15-ig naponta 7 járatpár közlekedett, akkor meg akarták szüntetni, de az utasok kezdeményezése miatt 3 járatpárt tovább üzemeltettek.
A 2012-es racionalizálásnál két menetrendtervezetet dolgoztak ki, az egyik törölte volna a járatot, de a másikat szavazták meg, így továbbra is 3-szor közlekedik egy nap.
2013. szeptember 1-től plusz egy járatpár közlekedik, a Vasútállomásról 19.40-kor, Parkerdőből 20.00-kor is indul, de csak május 1-től szeptember 30-ig.
2022. augusztus 1-től a helyi járatok átszervezésre kerültek, ezzel egy időben a 27-es járat útvonala meghosszabbításra került a Parkerdőíg, így a 26-os járat megszűnt.

## Közlekedése
Csak minden év március 15-től november 15-ig közlekedett.
Hétköznap és hétvégén is 3 járatpár indult. Hétköznap reggel 7 óra után és délután 13 és 17 óra után. Hétvégén 8 óra, 12 óra és 17 óra után. 
Május 1-től szeptember 30-ig naponta 20 óra körül is közlekedett járat. November 16-tól március 14-ig csak szombaton indult 2 járatpár.

## Útvonala
| Parkerdő, autóbusz-forduló felé | Vasútállomás felé |
| --- | --- |
| Vasútállomás - Szelestey László utca - Vörösmarty Mihály utca - Szent Márton utca - Thököly Imre utca - Kiskar utca - Óperint utca - Kálvária utca - Jókai Mór utca - Jégpince út - Parkerdei út - Parkerdő, autóbusz-forduló | Parkerdő, autóbusz-forduló - Parkerdei út - Jégpince út - Jókai Mór utca - Kálvária utca - Óperint utca - Kiskar utca - Thököly Imre utca - Szent Márton utca - Vörösmarty Mihály utca - Széll Kálmán utca - Vasútállomás |

## Megállói
| 0  | Vasútállomás                                                            | 15 | 1U, 2A, 2C, 3H, 6, 6A, 7, 8, 9H, 10H, 12, 21, 21A, 22, 25, 27, 29A, 29C, 30Y | Szombathely Helyi autóbusz-állomás, Éhen Gyula tér                                                                                          |
| 2  | 56-osok tere (Vörösmarty utca) (↓) 56-osok tere (Széll Kálmán utca) (↑) | 14 | 1U, 2A, 2C, 3H, 6, 6A, 7, 8, 9H, 12, 21, 21A, 22, 25, 27, 29A, 29C, 30Y      | 56-osok tere, Vámhivatal, Földhivatal, Államkincstár, Gyermekotthon                                                                         |
| 4  | Aluljáró (Szent Márton utca)                                            | ∫  | 5H, 6, 6A, 7, 8, 10H, 12, 21, 27, 30Y                                        | Borostyánkő Áruház, Vásárcsarnok, Vízügyi Igazgatóság                                                                                       |
| ∫  | Aluljáró (Thököly utca)                                                 | 12 | 6, 6A, 7, 9, 10H, 12, 21, 27, 30Y                                            | Történelmi Témapark, Szent Erzsébet Ferences templom, Kanizsai Dorottya Gimnázium                                                           |
| 5  | Városháza                                                               | 11 | 5H, 6, 6A, 7, 8, 9, 10H, 12, 21, 27, 30Y                                     | Városháza, Fő tér, Isis irodaház, Okmányiroda                                                                                               |
| 7  | Óperint üzletház                                                        | 10 | 7, 23                                                                        | Óperint üzletház, Nyomda, Kiskar utcai rendelő, Evangélikus templom                                                                         |
| 8  | Géfin Gyula utca                                                        | 8  | 7                                                                            | Szombathelyi TV, Öntöde Sportcentrum, Reményik Sándor Evangélikus Általános Iskola                                                          |
| 9  | Szent István park                                                       | 6  | 2A, 2C, 29A, 29C                                                             | Szent István park, Garda Hotel, Régi víztorony, Pécsi Tudományegyetem Egészségtudományi Kar, Élelmiszeripari és Földmérési Szakképző Iskola |
| 10 | Emlékmű                                                                 | 5  |                                                                              | Felszabadulási Emlékmű, Garda Hotel, Szent István park, Ezredévi park                                                                       |
| 11 | Kozma dűlő                                                              | 4  |                                                                              | |
| 12 | Víztározó                                                               | 3  |                                                                              | Víztározó, Parkerdő lakópark |
| 13 | Kukulló dűlő                                                            | 2  |                                                                              | |
| 14 | Parkerdő, alsó                                                          | 1  |                                                                              | |
| 15 | Parkerdő, autóbusz-forduló                                              | 0  |                                                                              | Parkerdő |

## Külső hivatkozások
- Szombathely valósidejű közösségi közlekedési információ (magyar nyelven). Északnyugat-magyarországi Közlekedési Központ. [2017. február 28-i dátummal az eredetiből archiválva]. (Hozzáférés: 2017. május 10.)